# Sandgrube Pirgo
Sandgrube Pirgo este o arie protejată (arie specială de conservare — SAC, sit de importanță comunitară — SCI) din Germania întinsă pe o suprafață de 1,73 ha, integral pe uscat.

## Localizare
Centrul sitului Sandgrube Pirgo este situat la coordonatele 53°02′55″N 7°54′08″E / 53.0486°N 7.9022°E.

## Înființare
Situl Sandgrube Pirgo a fost declarat sit de importanță comunitară în ianuarie 2005 pentru a proteja 1 specie de plante. Situl a fost protejat și ca arie specială de conservare în aprilie 2018.

## Biodiversitate
Situată în ecoregiunea atlantică, aria protejată conține 1 habitat natural: Ape stătătoare oligotrofe până la mezotrofe, cu vegetație de Littorelletea uniflorae și/sau de Isoëto-Nanojuncetea.
La baza desemnării sitului se află o specie protejată de  plante: Luronium natans.
Pe lângă speciile protejate, pe teritoriul sitului au mai fost identificate 5 specii de plante.